# MT/s
Millones de transferencias por segundo es un término usado en informática, se refiere al número de transferencias de datos que pueden darse en un segundo.
Generalmente se expresa en millones (megas) de transferencias por segundo (MT/s) aunque se pueden dar en GT/s (Gigas) también. Usualmente se aplica al número de transferencias efectivas, que pueden darse en un bus.
Por ejemplo, en sistemas de memoria DDR, si la frecuencia de trabajo es de 100 MHz, como se transfieren datos tanto en los flancos de subida como de bajada de la señal de reloj, la velocidad de transferencia de datos será de 200 MT/s.